# ج. د. شاكرافارثي
ج. د. شاكرافارثي (بالتيلوغوية: జె. డి. చక్రవర్తి)‏ هو مخرج وممثل هندي، ولد في 1970 بحيدر آباد في الهند.

## أعمال

### أفلام
- (2004) فازتو شاسترا

## وصلات خارجية
- ج. د. شاكرافارثي على موقع IMDb (الإنجليزية)
- ج. د. شاكرافارثي على موقع ألو سيني (الفرنسية)
- ج. د. شاكرافارثي على موقع أول موفي (الإنجليزية)
- ج. د. شاكرافارثي على موقع قاعدة بيانات الفيلم (الإنجليزية)
- ج. د. شاكرافارثي على موقع كينوبويسك (الروسية)